# La plus que lente
La plus que lente è un brano per pianoforte composto da Claude Debussy nel 1910.

## Storia
Il 1910 fu un anno difficile per Debussy. La sua salute non era buona e finanziariamente era sempre in crisi; a questo si aggiunse una situazione coniugale così problematica da far pensare a un divorzio. Il suo malessere era accentuato anche dalla difficoltà compositiva che, come egli stesso scrisse, "imputridiva nelle officine del nulla".
A maggio Debussy compose le Trois ballades de François Villon per voce e pianoforte e quindi scrisse, forse per evadere o per diletto, La plus que lente, un valzer in Sol bemolle maggiore per pianoforte, l'unico strumento che al momento gli dava l'ispirazione necessaria a comporre. Il pezzo fu eseguito per la prima volta a Parigi al Cercle "La Française" il 31 marzo 1911 da Madame Delage-Prat al pianoforte.
Nello stesso anno Debussy creò una versione per orchestra; in contrasto con il suo editore Durand, non volle una strumentazione pesante, eliminò perciò le percussioni e gli ottoni; il musicista desiderava un valzer "adatto al bel pubblico dei saloni parigini". Durante una sua tournée a Vienna Debussy aveva ascoltato della musica tzigana ed era rimasto colpito da un suonatore di cimbalom; rientrato a Parigi si fece spedire gli spartiti di quanto aveva ascoltato e utilizzò lo strumento nella realizzazione orchestrale di La plus que lente.

## Analisi
Il brano porta come indicazione Lent - Molto rubato con morbidezza ed è una danza lenta scritta con modulazioni un po' esitanti che sottendono una leggera ironia. Nel suo aspetto di valzer triste il brano vuole essere una rivisitazione di quella "valse lente" allora molto in voga a Parigi ed è comunque costituito da morbide linee melodiche che rivelano un aspetto intimo e affettivo.
Nonostante il titolo l'esecuzione del brano non doveva essere molto lenta; il compositore giocò un po' con la terminologia, ironizzando sull'imperversare di quella danza nei saloni del bel mondo parigino; forse vi era anche un sottile riferimento al brano che Massenet aveva scritto nel 1901, Valse très lente. D'altronde quel "molto rubato con morbidezza" sottolinea il fatto che l'esecuzione dovesse avere una certa flessibilità interpretativa.